# 尖葉槭
尖葉槭（学名：Acer kawakamii）为無患子科（原為槭樹科 Aceraceae）楓屬下的一个物種，落葉性喬木，成熟果實具有鐮刀形翅，為臺灣特有種。

## 形態
落葉喬木，高可達20公尺，枝條纖細，無毛。葉為對生的紙質單葉，卵形或卵狀橢圓形，長6至10公分，寬3至5公分，葉基圓或略心形，葉緣細鋸齒狀，通常不裂至淺3裂，很少明顯3至5裂，先端尾狀漸尖，葉片上表面綠色，下表面淡綠色。單性花，雌雄同株，花序為總狀花序，無毛或被短柔毛，約5公分長。花朵9至10公釐寬，纖細，無毛；萼片5，卵狀披針形，無毛；花瓣5，白色，菱形，波狀緣；花盤厚，淺8裂。雌花的雌蕊有明顯心皮，子房具翅狀構造；花柱長2枚，在基部合生，尖端向下彎曲；退化雄蕊約2公釐。雄花具雄蕊8枚，圍繞花盤生長，花絲約3公釐。成熟翅果黃褐色；翅為鐮刀形，翅長約3公釐，雙翅下緣展開度角120至135度。

## 分布與棲地
本種為臺灣特有種。主要生長在中央山脈中高海拔之森林中，常在雲霧帶與檜木混生；北部的陽明山區海拔650至900公尺的地區也有自然分布。

## 分類
本種於1911年由小泉源一首次命名並於後續的學術文章中補充描述與模式手繪圖，其中未正式指定模式標本，僅說明模式標本採自阿里山的白狗大山（Hakkutisan）溫帶林。依2007年曾千育的研究指出，現存於東京大國大學的選定模式標本（編號：DB No. 01924），較有可能是小泉源一所認定的物種。因為本種形態變異較大，尤其葉形的裂片數量及葉形變化，而被區分為亞種或變種，但因此特徵不易判定，故他建議列為單一種。